# Fundación Universidad-Empresa (Universidad de Valencia)
La Fundación Universidad-Empresa de la Universitat de València (ADEIT) es una institución promovida por el Consell Social de la Universitat de València el 3 de septiembre de 1987, cuyo objetivo fundamental es fomentar y desarrollar los cauces que permitan el establecimiento de relaciones entre la Universidad de Valencia y su entorno socioeconómico.

## Objetivos
La Fundación ADEIT, ubicada en pleno centro histórico de la ciudad de Valencia, está respaldada por un patronato compuesto por más de veinte empresas representativas de la Comunidad Valenciana.
A partir de los principales ejes de actuación de ADEIT –innovación, formación y empleo– desarrolla programas sobre:
• Apoyo a la innovación y a la transferencia de tecnología y conocimiento.
• Formación, especialización y reciclaje de universitarios y profesionales.
• Asesoramiento para la búsqueda de empleo o la creación de empresas.
• Prácticas de estudiantes universitarios en entidades y empresas de la Comunidad Valenciana y en las de otros países de la Unión Europea.
• Difusión de la cultura emprendedora.
• Gestión y participación en proyectos europeos.
Con respecto a las actividades dirigidas a empresas, ADEIT trabaja como centro de información y coordinación en diferentes actividades que sirven de vínculo con la Universitat de València.

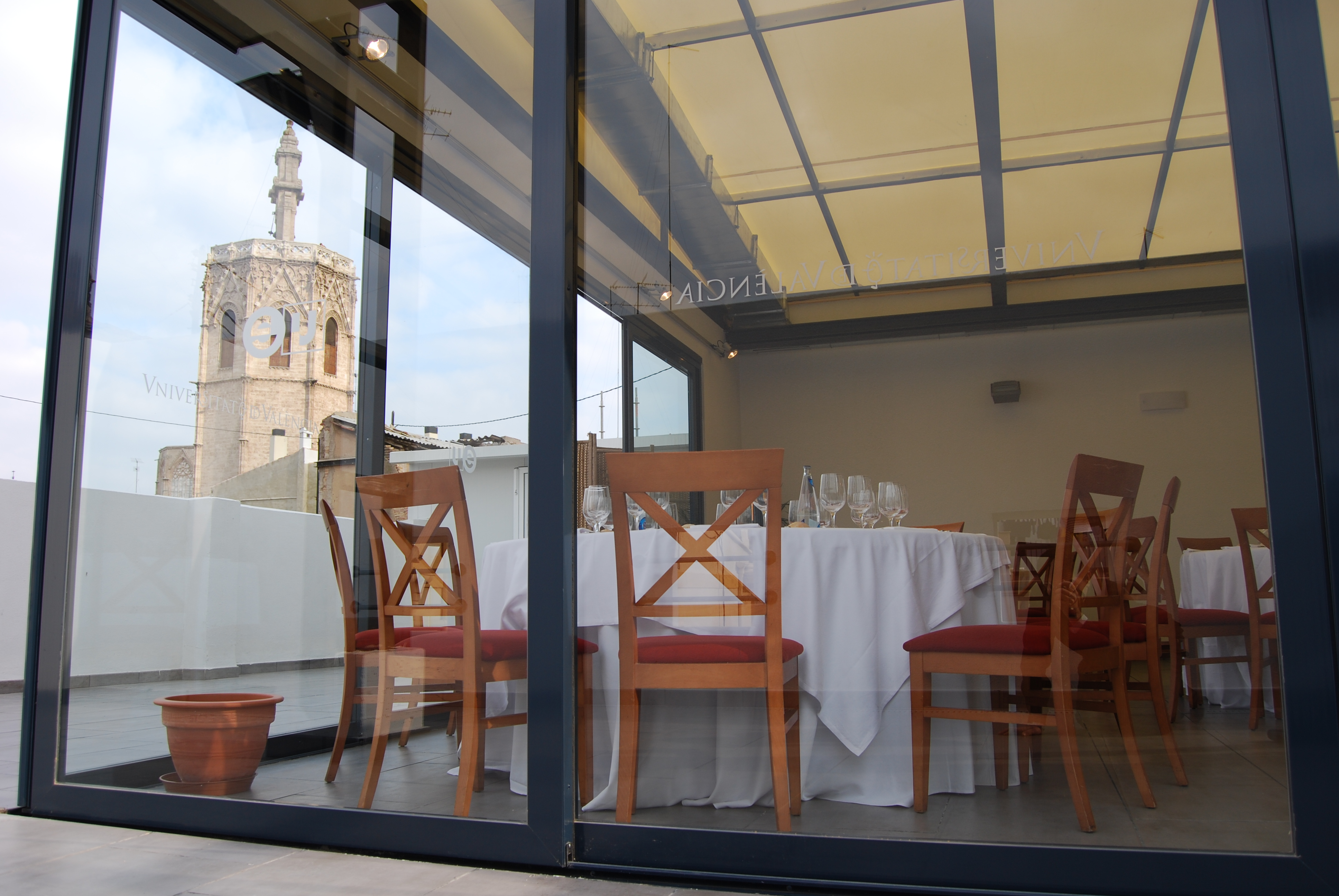
Terraza cubierta de la sede de ADEIT.

## Actividades de ADEIT

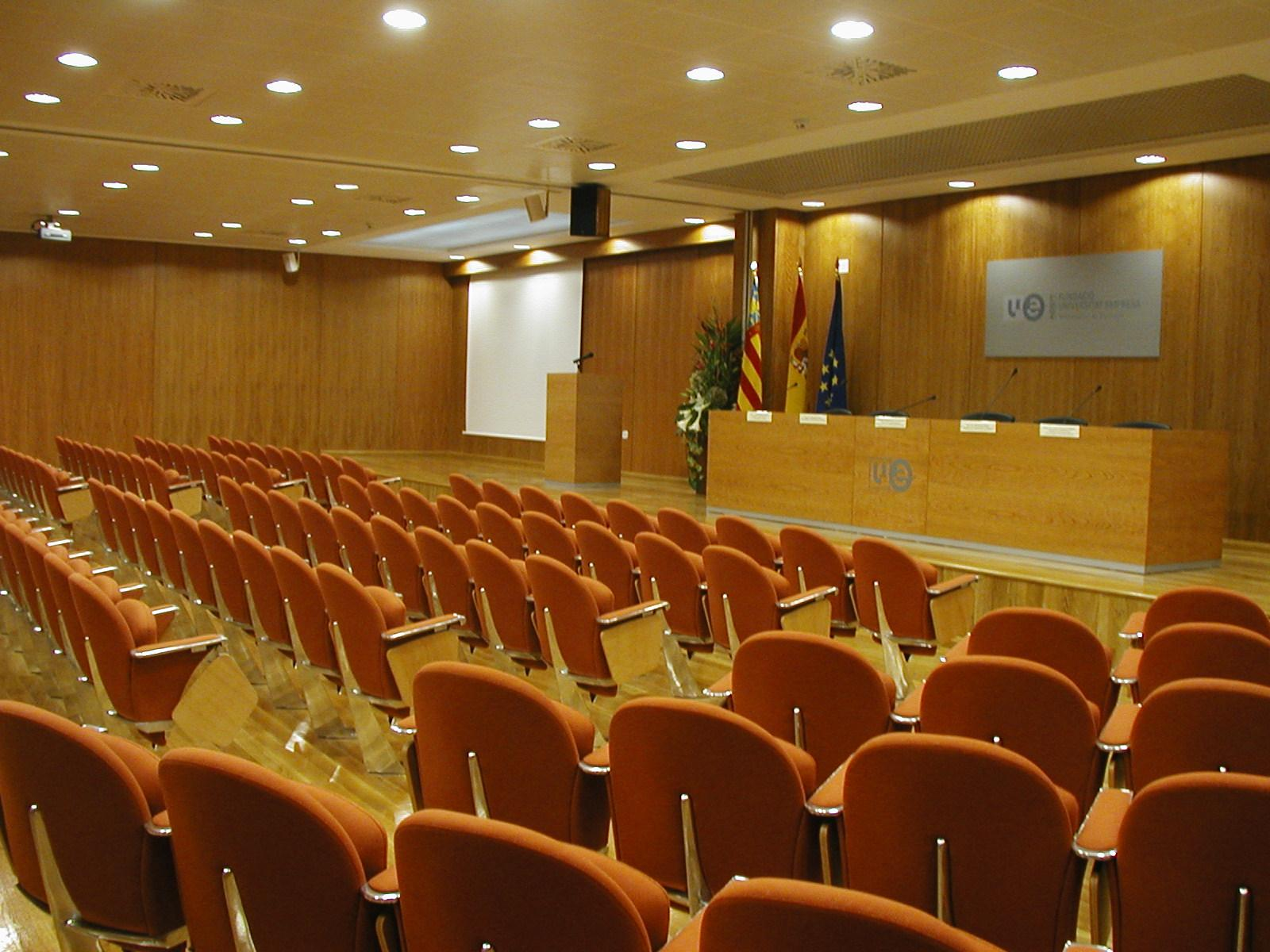
Salón de Actos de la sede de ADEIT.

### Formación de Postgrado y de Especialización
La formación de postgrado y de especialización es uno de los principales ejes de actuación de ADEIT por medio de la que se da respuesta a la creciente exigencia de especialización del mercado laboral actual. ADEIT gestiona la oferta formativa de los cursos propios de la Universitat de València, que cada año asciende a más de 300 cursos de especialización y postgrado, entre másteres, diplomas y certificados. Esta formación puede ser presencial o a distancia.

### Seminarios, congresos y organización de actividades
Cada año se realizan en el edificio de ADEIT numerosos seminarios y congresos, tanto nacionales como internacionales, sobre distintas áreas de conocimiento dirigidos a cubrir las necesidades de formación continua de diferentes sectores. Es así como la sede de ADEIT se ha convertido en un referente de formación y en un punto de encuentro entre el mundo universitario, el empresarial y entidades de cualquier ámbito.

### Prácticas
A través de las cerca de 7.000 prácticas que ofrece la Universitat de València anualmente, gestionadas por ADEIT, sus estudiantes tienen la oportunidad de establecer un primer contacto con el mundo laboral para aplicar los conocimientos adquiridos en las aulas. Un periodo de formación práctica en una entidad, pública o privada, permite al estudiante tomar contacto con el mundo profesional y el tejido empresarial, así como aplicar los conocimientos técnicos adquiridos en la Universidad y desarrollar nuevas habilidades y competencias profesionales. Además de esta gestión para la realización de prácticas en empresas españolas, ADEIT tramita la realización de prácticas por parte de titulados universitarios de cualquier universidad española en países de la Unión Europea a través de las Becas Leonardo da Vinci, con una media de 200 becas concedidas anualmente. La estancia en empresas y entidades de otro país europeo aporta a los estudiantes competencias profesionales complementarias que contribuyen a mejorar las oportunidades de acceso al mundo laboral.

### Empleo
ADEIT, en colaboración con el Servicio Valenciano de Empleo y Formación (SERVEF) de la Generalidad Valenciana, lleva a cabo una serie de actividades de carácter gratuito dirigidas, por una parte, a ayudar a los recién titulados a afrontar con éxito la búsqueda de empleo y, por otra, a facilitar el autoempleo y la creación de empresas. Cada año se dedican más de 3.000 horas de orientación para el empleo, así como de asesoramiento necesario para emprender una nueva actividad empresarial. Además, ADEIT dispone de una bolsa de empleo para exalumnos de cursos de postgrado y de especialización de la Universitat de València y antiguos becarios de programa Leonardo da Vinci.

### Cátedra de Cultura Empresarial
La Cátedra de Cultura Empresarial de la Universitat de València, gestionada por ADEIT desde su puesta en marcha en 1999, se creó a propuesta de los empresarios del Patronato de ADEIT con el objetivo de fomentar la iniciativa y divulgar el espíritu empresarial entre los estudiantes y titulados universitarios. La Cátedra de Cultura Empresarial se trata de un modelo que se ha transferido a otras universidades adaptándolo a las características específicas de su entorno. Entre sus actividades de carácter formativo, divulgativo o de investigación, destacan cursos como Qui pot ser empresari?, el Programa de Creación y Desarrollo de Empresas o el Programa de Consolicación de Empresas. Durante estos años, la Cátedra de Cultura Empresarial ha contado con reconocidos empresarios al frente de la dirección académica, como Juan Roig, presidente de Mercadona; Damián Frontera, consejero delegado de OMSA Alimentación; Antonio Adés, director de Operaciones de Valencia de Ford España; Vicente Boluda, presidente del Grupo Boluda; Francisco Pons, presidente del Grupo Importaco; y Manuel Moreno, presidente del Grupo Natra. 

### Transferencia para la Innovación
A través de diversas actividades, ADEIT colabora con la Universitat de València en la difusión y transferencia de la innovación que desarrollan distintos grupos de investigación para ponerla a disposición de las empresas de su entorno. Para ello, se desarrollan diferentes actividades que tienen como objetivo estrechar vínculos entre la Universitat de València y su entorno empresarial, como el Programa de Estancias de Profesores Universitarios en Empresas o el Programa de Prospectiva Científico-Tecnológica mediante el que se presta apoyo a las pymes para anticiparse y hacer frente al cambio permanente del tejido empresarial a través de las áreas de planificación y logística; innovación industrial y sostenibilidad; y comercialización y distribución.

### NOTÍCIES
Son varias las vías a través de las que se difunden las actividades que organiza la Fundación Universidad-Empresa de Valencia. Entre ellas, destaca el boletín semanal NOTÍCIES. NOTÍCIES, que se edita en castellano y valenciano, se puso en marcha como principal herramienta de comunicación de las actividades sobre cooperación Universidad-Empresa de ADEIT. Con más de 380 números editados, este boletín se ha convertido en el principal instrumento de comunicación de las actividades que lleva a cabo la Fundación ADEIT. La suscripción, de carácter gratuito, se realiza a través de la página web de ADEIT